# Florin Cernat
Florin Lucian Cernat (Galați, 10 marzo 1980) è un dirigente sportivo ed ex calciatore rumeno, direttore sportivo del Voluntari.

## Carriera

### Club
Ha giocato nella massima serie dei campionati rumeno, ucraino, croato e turco.

### Nazionale
Ha esordito con la Nazionale rumena nel 2002, giocando 14 partite fino al 2004.

## Statistiche

### Presenze e reti nei club
Statistiche aggiornate al 19 marzo 2018.
| Stagione         | Squadra            | Campionato       | Campionato | Campionato | Coppe nazionali | Coppe nazionali | Coppe nazionali | Coppe continentali | Coppe continentali | Coppe continentali | Altre coppe | Altre coppe | Altre coppe | Totale | Totale |
| Stagione         | Squadra            | Comp             | Pres       | Reti       | Comp            | Pres            | Reti            | Comp               | Pres               | Reti               | Comp        | Pres        | Reti        | Pres   | Reti   |
| ---------------- | ------------------ | ---------------- | ---------- | ---------- | --------------- | --------------- | --------------- | ------------------ | ------------------ | ------------------ | ----------- | ----------- | ----------- | ------ | ------ |
| 2013-2014        | Çaykur Rizespor    | SL               | 17         | 2          | TK              | 2               | 1               | -                  | -                  | -                  | -           | -           | -           | 19     | 3      |
| 2014-2015        | Oțelul Galați      | Liga I           | 26         | 6          | CR+CdL          | 1+0             | 0               | -                  | -                  | -                  | -           | -           | -           | 27     | 6      |
| 2015-2016        | Viitorul Constanța | Liga I           | 17         | 8          | CR+CdL          | 2+1             | 0               | -                  | -                  | -                  | -           | -           | -           | 20     | 8      |
| 2016-2017        | Voluntari          | Liga I           | 25+10      | 5+2        | CR+CdL          | 3+0             | 2               | -                  | -                  | -                  | -           | -           | -           | 38     | 9      |
| 2017-2018        | Voluntari          | Liga I           | 15+2       | 1+1        | CR              | 1               | 0               | -                  | -                  | -                  | SR          | 0           | 0           | 18     | 2      |
| Totale Voluntari | Totale Voluntari   | Totale Voluntari | 40+12      | 6+3        |                 | 4               | 2               |                    | -                  | -                  |             | 0           | 0           | 56     | 11     |
| Totale carriera  | Totale carriera    | Totale carriera  | 112        | 25         |                 | 10              | 3               |                    | -                  | -                  |             | 0           | 0           | 122    | 28     |

### Cronologia presenze e reti in nazionale
| Cronologia completa delle presenze e delle reti in nazionale ― Romania | Cronologia completa delle presenze e delle reti in nazionale ― Romania | Cronologia completa delle presenze e delle reti in nazionale ― Romania | Cronologia completa delle presenze e delle reti in nazionale ― Romania | Cronologia completa delle presenze e delle reti in nazionale ― Romania | Cronologia completa delle presenze e delle reti in nazionale ― Romania | Cronologia completa delle presenze e delle reti in nazionale ― Romania | Cronologia completa delle presenze e delle reti in nazionale ― Romania |
| Data                                                                   | Città                                                                  | In casa                                                                | Risultato                                                              | Ospiti                                                                 | Competizione                                                           | Reti                                                                   | Note                                                                   |
| ---------------------------------------------------------------------- | ---------------------------------------------------------------------- | ---------------------------------------------------------------------- | ---------------------------------------------------------------------- | ---------------------------------------------------------------------- | ---------------------------------------------------------------------- | ---------------------------------------------------------------------- | ---------------------------------------------------------------------- |
| 27-3-2002                                                              | Costanza                                                               | Romania                                                                | 4 – 1                                                                  | Ucraina                                                                | Amichevole                                                             | -                                                                      | 46’                                                                    |
| 17-4-2002                                                              | Bydgoszcz                                                              | Polonia                                                                | 1 – 2                                                                  | Romania                                                                | Amichevole                                                             | -                                                                      | 60’                                                                    |
| 21-8-2002                                                              | Costanza                                                               | Romania                                                                | 0 – 1                                                                  | Grecia                                                                 | Amichevole                                                             | -                                                                      | 26’                                                                    |
| 7-9-2002                                                               | Sarajevo                                                               | Bosnia ed Erzegovina                                                   | 0 – 3                                                                  | Romania                                                                | Qual. Euro 2004                                                        | -                                                                      | 68’                                                                    |
| 16-10-2002                                                             | Lussemburgo                                                            | Lussemburgo                                                            | 0 – 7                                                                  | Romania                                                                | Qual. Euro 2004                                                        | -                                                                      | 69’                                                                    |
| 20-11-2002                                                             | Timișoara                                                              | Romania                                                                | 0 – 1                                                                  | Croazia                                                                | Amichevole                                                             | -                                                                      | 46’                                                                    |
| 10-9-2003                                                              | Copenaghen                                                             | Danimarca                                                              | 2 – 2                                                                  | Romania                                                                | Qual. Euro 2004                                                        | -                                                                      | 69’                                                                    |
| 18-2-2004                                                              | Larnaca                                                                | Romania                                                                | 3 – 0                                                                  | Georgia                                                                | Amichevole                                                             | 1                                                                      | 46’                                                                    |
| 31-3-2004                                                              | Glasgow                                                                | Scozia                                                                 | 1 – 2                                                                  | Romania                                                                | Amichevole                                                             | -                                                                      | 20’ 66’                                                                |
| 18-8-2004                                                              | Bucarest                                                               | Romania                                                                | 2 – 1                                                                  | Finlandia                                                              | Qual. Mondiali 2006                                                    | -                                                                      | 46’                                                                    |
| 4-9-2004                                                               | Craiova                                                                | Romania                                                                | 2 – 1                                                                  | Macedonia                                                              | Qual. Mondiali 2006                                                    | -                                                                      | 46’                                                                    |
| 8-9-2004                                                               | Andorra la Vella                                                       | Andorra                                                                | 1 – 5                                                                  | Romania                                                                | Qual. Mondiali 2006                                                    | 1                                                                      |                                                                        |
| 9-10-2004                                                              | Praga                                                                  | Rep. Ceca                                                              | 1 – 0                                                                  | Romania                                                                | Qual. Mondiali 2006                                                    | -                                                                      | 57’                                                                    |
| 17-11-2004                                                             | Erevan                                                                 | Armenia                                                                | 1 – 1                                                                  | Romania                                                                | Qual. Mondiali 2006                                                    | -                                                                      | 63’                                                                    |
| Totale                                                                 |                                                                        | Presenze                                                               | 14                                                                     |                                                                        | Reti                                                                   | 2                                                                      |                                                                        |

## Palmarès

### Competizioni nazionali
- Coppa di Romania: 2

Dinamo Bucarest: 2000-2001
Voluntari: 2016-2017
- Supercoppa di Romania: 1

Voluntari: 2017
- Campionato ucraino: 4

Dinamo Kiev: 2002-2003, 2003-2004, 2006-2007, 2008-2009
- Coppa d'Ucraina: 4

Dinamo Kiev: 2002-2003, 2004-2005, 2005-2006, 2006-2007
- Supercoppa d'Ucraina: 3

Dinamo Kiev: 2004, 2006, 2007
- Coppa di Croazia: 1

Hajduk Spalato: 2009-2010

### Competizioni internazionali
- Coppa dei Campioni della CSI: 1

Dinamo Kiev: 2002